# 羅塞塔石碑
羅塞塔石碑（英語：Rosetta Stone，又譯為羅塞達碑），是一塊製作於公元前196年的花崗閃長岩石碑，原本只是一塊刻有古埃及法老托勒密五世詔書的石碑，但這塊石碑同時刻有同一段内容的三種不同語言版本，让近代的考古學家得以有機會對照各語言版本的內容後，解讀出已經失傳千餘年的埃及象形文之意義與結構，而成為今日研究古埃及歷史的重要里程碑。羅塞塔石碑最早是在1799年時由法軍上尉皮埃尔·弗朗索瓦·札維耶·布夏賀（Pierre-François Xavier Bouchard）在一個埃及港灣城市羅塞塔（今日亦稱為拉希德）發現，但在英法兩國的戰爭之中輾轉到英國手中，自1802年起保存於大英博物館中並公開展示。

## 特色

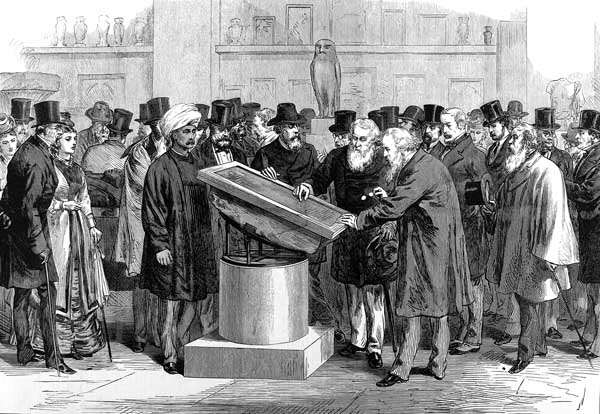
一眾專家在伦敦举行的第一次國際东方学代表大會上考察羅塞塔石碑，1874年繪

羅塞塔石碑是由一群生活於埃及托勒密王朝時代的祭司所製作，作為當時的法老、年僅13歲的托勒密五世加冕一週年時的紀念，其上的內容主要是在敘述托勒密五世自父親托勒密四世處襲得的王位之正統性，與托勒密五世所貢獻的許多善行，例如減稅、在神廟中豎立雕像等對神廟與祭司們大力支持的舉動。
特別的是在當時的西元前古人們看來，埃及文明就已經是遠古文明了，因此在托勒密王朝之前、法老時代的埃及，像這般的詔書原本都是由法老親自撰寫頒授，等同於聖旨，但到了托勒密時代埃及文化已經式微，當代的法老早就流行講外語，不懂這些傳統文字的寫法，唯一還知道埃及象形文撰寫方式的祭司們卻成為詔書的頒寫者，是一個很不一樣的特點。以至於在西元以後的羅馬時代，這些未來的「古代學者」也無法閱讀這些古代文字。
羅塞塔石碑由上至下共刻有同一段詔書的三種語言版本，最上面是14行古埃及象形文（又稱為聖書體，代表獻給神明的文字）句首和句尾都已缺失，中间是32行埃及草書（又稱為世俗體，是當時埃及平民使用的文字）是一种埃及的纸莎草文书，再下面是54行古希臘文（代表統治者的語言，這是因為當時的埃及已臣服於希臘的亞歷山大帝國之下，來自希臘的統治者要求統治領地內所有的此類文書都需要添加希臘文的譯版）其中有一半行尾残缺。在西元4世紀結束後不久，尼羅河文明式微、不再使用的古代埃及象形文之讀法與寫法徹底失傳，雖然之後有許多古代的考古與歷史學家極盡所能，這些古人卻一直解讀不了這些古代神秘文字的結構與用法。直到時隔1400年之後羅塞塔石碑出土，它獨特的三語對照寫法，意外成為解碼的關鍵，因為三種語言中的古希臘文是近代人類可以閱讀的，利用這關鍵來比對分析碑上其他兩種語言的內容，就可以瞭解這些失傳語言的文字與文法結構。
在許多嘗試解讀羅塞塔石碑的學者中，19世紀初期的英國物理學家托马斯·杨是第一個證明碑文中曾多次提及「托勒密」這人名的發音之發現者。1802年法国贵族和语言学家及东方（阿拉伯）研究学者Antoine-Isaac Silvestre de Sacy(1758–1838)和他的瑞典学生Johan David Åkerblad(1763–1819)是第一个试图用表音理论来解释羅塞塔石碑上的圣书体并成功翻译出几个国王和王后的名字。Antoine Isaac Silvestre de Sacy 也曾是法國學者尚-法蘭索瓦·商博良的老师，商博良则利用他曾破译科普特语的知识，第一個成功确认埃及象形文既表音也表意的理论假设，第一个破解“图特摩斯”和“拉美西斯”名字的象形茧，這重大發現之後成為解讀所有埃及象形文的關鍵線索。也正是因為這緣故，羅塞塔石碑會被稱為瞭解古埃及語言與文化的關鍵基礎。
今日被存放在大英博物館埃及廳中展示的羅塞塔石碑，是個高約112.3公分、寬75.7公分、厚28.4公分，略呈長方形但實際上缺了許多邊角的平面石碑，花岗闪长岩材質製造，重約762公斤。大理石的黑色表面上刻有塗上白漆的文字，石碑的兩側刻有後人加上的文字，其中左側為「1801年時由英軍在埃及獲得」（Captured in Egypt by the British Army in 1801），右側則為「國王喬治三世捐贈」（Presented by King George III），雖然這塊石碑曾在1998年時由大英博物館的古物維護專家以現代化的手法清理乾淨還原其原貌，但上述的舊刻字也因時間變得有歷史意味，由於也是近代人類文明事蹟的見證之一，因此被保留了下來。除此之外，石碑底部左側也有一個小角落蓄意被保留而沒有清理，主要的目的是為了對照，讓人們知道清理前與清理後的差異。

## 歷史

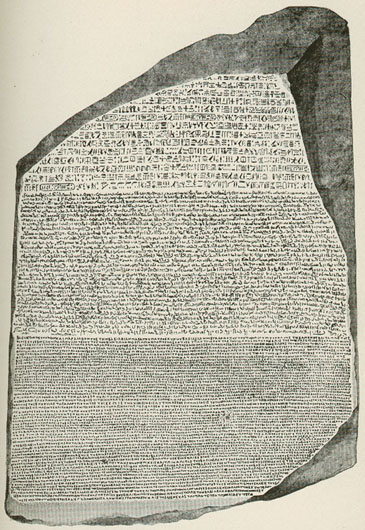
羅塞塔石碑

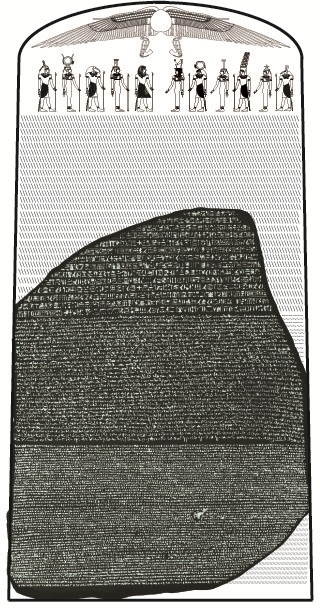
實際上只是原主碑部分殘餘的羅塞塔石碑，與原主碑的相關位置圖示

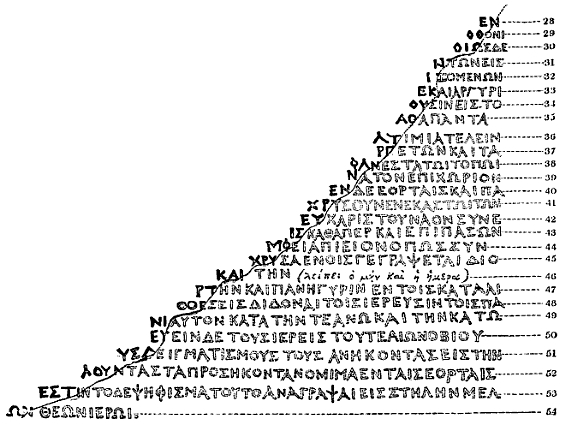
理查·波森（Richard Porson）提議補足羅塞塔石碑右下角古希臘文斷碑部分之內文（1803年）

1799年7月15日，當時隨著拿破崙佔領埃及（1798年—1801年）的法軍上尉皮耶-佛罕索瓦·札維耶·布夏賀在尼羅河三角洲上一個稱為羅塞塔的港口城鎮郊外，指揮聖朱利安要塞（Fort St Julien）的地基擴大挖掘工程時，意外挖到一顆黑色的大石頭。他意識到這顆石頭的重要性而向指揮官阿卜達拉·傑克·德·門努瓦（Abdallah Jacques de Menou）報告，後者決定應該將這顆大石送去給拿破崙在開羅設立的古埃及研究所（Institut de l'Égypte）裡之科學家們研究分析，並於同年8月運抵開羅。由於石碑是在羅塞塔郊外出土的，因此根據發現地點而命名為羅塞塔石碑。
1801年，拿破崙的大軍被英軍打敗投降，也結束了法軍在埃及為期三年的佔領期。埃及的佔領權易手也掀起這批法軍在埃及收集到的古物之所有權爭議，當時法國的科學家們希望能保留這批古物並在6月開羅破城時，帶著它們避走亞歷山卓港，但英方卻認為這些古物是沒收品，應當屬於英王喬治三世的財產。當時，著名法國自然學家艾奇恩那·若弗魯瓦·聖-蒂萊爾曾致信英國大使威廉·理查·漢彌爾頓爵士（Sir William Richard Hamilton），威脅如果英方豪奪，他們將焚燬這批發現物。英軍在佔領亞歷山卓後，與法方簽訂亞歷山卓降書（Capitulation of Alexandria，1801年9月）正式結束法軍在埃及的佔領，根據此協約法軍在佔領期間於埃及發現的古物，也應一同轉移給英方。但法軍在撤退時並未依約繳出羅塞塔石碑，而是將它藏在一艘小船上準備偷渡回歐陸，但功敗垂成半途被英軍捕獲。事後雙方協議，法方可以保留之前的研究成果與石碑的拓印，但英方則獲得石碑的實際擁有權。
羅塞塔石碑在1802年時運抵英國，並以英王的名義捐獻給大英博物館作為收藏，從此之後羅塞塔石碑一直被展示在博物館的埃及館中，是該館最引以為傲的鎮館之寶之一。在之後的兩百多年間，羅塞塔石碑僅曾短暫地離開過大英博物館一次——1917年時，接近尾聲的第一次世界大戰戰火蔓延，由於博物館方面擔心倫敦遭受到激烈的轟炸而損傷古物，因此將一批包括有羅塞塔石碑、較為輕便容易搬移的重要古物，偷偷藏匿在霍本一帶深達地下50英尺的地鐵車站中，為期兩年。直至大戰結束恢復和平後，才將古物移回博物館繼續展覽。
不過，不是全世界的人們都很樂意見到羅塞塔石碑被保存在大英博物館中，由於羅塞塔石碑是解開埃及古文字的關鍵，對埃及考古界來說意義非凡，也因此設址於開羅的埃及古物最高委員會（Supreme Council of Antiquities，是埃及文化部的下轄組織之一，此委員會負責掌管埃及出土的所有古蹟與古物）秘書長、也是知名埃及考古學家的札希·哈瓦斯博士就曾公開呼籲英國應該將羅塞塔石碑歸還給它真正的歸屬地——埃及。羅塞塔石碑也是這些年古物最高委員會追討流失文物的重點之一。

## 衍生意義
由於其知名度與重要性，除了石碑本身外，羅塞塔石碑或羅塞塔這名詞也被引申用來意指或暗喻一些其他的事物。其中，由於石碑上的刻文被用來作為語言翻譯用途，因此有一款非常受歡迎的多國語言學習軟體，也以《羅塞塔石碑》來命名。除此之外，由於是破解埃及象形文這種如謎題般的事物之起始點，「羅塞塔石碑」也被用來暗喻要解決一個謎題或困難事物的關鍵線索或工具，舉例來說，歐洲太空總署（ESA）就將其發展的太空探測器命名為羅塞塔號，因為透過此計劃，將會破解太陽系生成的秘密，是天文研究上的關鍵突破。
另外，罗塞塔石碑也被用来比喻能长久储存数据的事物，例如，庆应义塾大学、京都大学、夏普公司联合的研究人员将他们研制的新型存储系统的原型命名为“數位罗塞塔石碑”（DRS）。
使用「羅塞塔」來命名的事物包括有：
- 《羅塞塔石碑》：由羅塞塔石碑公司（英语：Rosetta Stone (company)）公司所開發的同名跨語言學習軟體，該公司改名之前原名Fairfield Language Technologies ，是NYSE上市公司之一。
- 羅塞塔號：歐洲太空總署進行的追星計畫  （页面存档备份，存于）。
- 蘋果電腦在Mac OS X所推出的電腦程式二元碼翻譯軟件「Rosetta」，讓使用蘋果電腦x86架構的用戶於架構轉換的過渡期能回頭使用大部份PowerPC架構的程式二元碼。2020年，蘋果電腦為因應macOS系統架構從x86的intel處理器架構轉換到自行研發的Apple Silicon處理器架構，以前次「Rosetta 2」為名，讓使用Mac電腦的用戶在架構過渡期間能夠無縫轉換且能夠流暢操作系統搭載的軟體及第三方軟體。
- RosettaNet是1998年6月由40家IT企業所聯合創立的一個非營利性組織，其宗旨為建立、應用並提倡開放性的電子商務標準。
- 分子生物学中，“羅塞塔”是一系列人工改造过的大肠杆菌菌系，菌中添加了稀有密码子对应的tRNA，适合于表达非大肠杆菌蛋白质。
- Rosetta@home：一个基于伯克利开放式网络计算平台（BOINC）的分布式计算项目，用于蛋白质结构预测、蛋白质-蛋白质对接和蛋白质设计的研究。
- 罗塞塔石碑（DRS）：由庆应义塾大学、京都大学、夏普公司联合研發的一種高密度資料儲存媒體。
- 數碼寶貝大冒險02中登場的尼菲迪獸其中1招絕招正以“羅塞塔石碑”命名。

## 外部連結
- 中的“埃及象形文”
- （英文）羅塞塔石碑（大英博物館） （页面存档备份，存于）
- （英文）羅塞塔石碑的碑文英譯（大英博物館） （页面存档备份，存于）
- （英文）石碑復原時所發現的歷史跡證（大英博物館） （页面存档备份，存于）
- （英文）商博倫字碼（大英博物館） （页面存档备份，存于）
- （英文）羅塞塔石碑如何運作？（HowStuffWorks.com） （页面存档备份，存于）